# Jeff McInnis

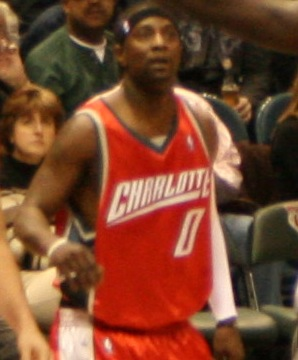
Jeff McInnis

Jeff Lemans McInnis (* 22. Oktober 1974 in Charlotte, North Carolina) ist ein ehemaliger US-amerikanischer Basketballspieler.

## Werdegang
Der 1,93 m große Aufbauspieler war von 1993 bis 1996 Student und Basketballspieler an der University of North Carolina at Chapel Hill. McInnis, Spitzname Touche, war an der Hochschule Spieler von Dean Smith. Entgegen Smiths Ratschlag wechselte McInnis 1996 ins Profilager und verzichtete auf ein viertes und letztes Spieljahr in der NCAA. Die Denver Nuggets wählten ihn 1996 in der zweiten Runde des NBA-Draftverfahrens aus.
Zu Beginn der Spielzeit 1996/97 stand McInnis in Denver unter Vertrag, im Januar 1997 wechselte er nach Griechenland zu Panionios Athen. In der Saison 1997/98 spielte er in seinem Heimatland für die Mannschaft Quad City Thunder in der Continental Basketball Association. Die Rückkehr in die NBA gelang ihm 1998 bei den Washington Wizards.
McInnis stand zwischen 1996 und 2008 in 583 NBA-Spielen auf dem Feld. Nach Denver und Washington waren die Los Angeles Clippers, die Portland Trail Blazers, die Cleveland Cavaliers, die New Jersey Nets und die Charlotte Bobcats eine Arbeitgeber. Mit einer mittleren Einsatzzeit von 37,4 Minuten je Begegnung und einem Durchschnitt von 14,6 Punkten erreichte McInnis in der Saison 2001/02 in Los Angeles die Höchstwerte seiner NBA-Zeit.
2009 gründete McInnis in Charlotte eine Jugendmannschaft und betreute diese als Trainer. Er brachte mehrere Spieler hervor, die später in die NCAA wechselten. An der Combine Academy in North Carolina war er von 2019 bis 2022 als Trainer tätig.